# 北キプロスの首相
北キプロスの首相（きたキプロスのしゅしょう）は、北キプロス・トルコ共和国の行政府の長である。

## 概要
北キプロス・トルコ共和国は国家元首たる大統領と、政府のトップである首相、そして複数政党制の枠組みで統治される、半大統領制をとる間接民主制の共和国である。行政権は政府が行使し、立法権は政府と議会の両方に与えられている。司法権は行政、立法から独立している。首相は統治するために議会の多数の支持を得ることが必要である。
北キプロスにおける行政府の長は、キプロス紛争のさなかの1963年、トルコ系住民がキプロス北部に移動し、トルコの飛び地を管理するために設立された委員会の委員長にその源流をたどることができ、以降は幾度となく役職名が変更された。トルコ系住民代表ファーズル・キュチュクがその任に就き、病気のため1973年よりラウフ・デンクタシュが代行するようになった。1974年8月26日のキプロス・トルコ自治政府の樹立をもってデンクタシュが完全にトルコ系代表となり、1975年に樹立されたキプロス連邦トルコ人共和国では大統領に就任。ここで元首格と行政府の長の役職が分離され、1983年に北キプロスが一方的独立を宣言するまでに3人が首相に就任した。

## 歴代の首相
| 代 | 氏名 (生没年)                                  | 肖像           | 就任           | 退任                                    | 政党             | 役職名                                |
| -- | ---------------------------------------------- | -------------- | -------------- | --------------------------------------- | ---------------- | ------------------------------------- |
| -  | ファーズル・キュチュク Fazıl Küçük (1906-1984) |                | 1963年12月21日 | 1967年12月28日                          | キプロストルコ党 | 総合委員長 （調整委員長）             |
| -  | ファーズル・キュチュク Fazıl Küçük (1906-1984) | 1967年12月28日 | 1970年7月5日   | キプロス臨時トルコ管理 委員長           | キプロストルコ党 |                                       |
| -  | ファーズル・キュチュク Fazıl Küçük (1906-1984) | 1970年7月5日   | 1971年4月21日  | キプロス暫定トルコ管理局 執行委員長     | キプロストルコ党 |                                       |
| -  | ファーズル・キュチュク Fazıl Küçük (1906-1984) | 1971年4月21日  | 1974年2月13日  | キプロス・トルコ人政府 執行委員長       | キプロストルコ党 |                                       |
| -  | ラウフ・デンクタシュ Rauf Denktaş (1924-2012)  |                | 1973年2月18日  | 1974年8月26日                           | 国民統一党       | キプロス・トルコ人政府 執行委員長代行 |
| -  | ラウフ・デンクタシュ Rauf Denktaş (1924-2012)  | 1974年8月26日  | 1974年10月8日  | キプロス・トルコ自治政府 執行委員長     | 国民統一党       |                                       |
| -  | ラウフ・デンクタシュ Rauf Denktaş (1924-2012)  | 1974年10月8日  | 1975年2月13日  | キプロス・トルコ自治政府 閣僚評議会議長 | 国民統一党       |                                       |
| -  | ラウフ・デンクタシュ Rauf Denktaş (1924-2012)  | 1975年2月13日  | 1976年7月5日   | トルコ・キプロス連邦 国家評議会議長     | 国民統一党       |                                       |

### キプロス連邦トルコ人共和国
| 代 | 氏名 (生没年)                                      | 肖像 | 就任           | 退任           | 政党       |
| -- | -------------------------------------------------- | ---- | -------------- | -------------- | ---------- |
| 1  | ネジャト・コヌーク Nejat Konuk (1928–2014) (1回目) |      | 1976年7月5日   | 1978年4月21日  | 国民統一党 |
| 2  | オスマン・オレク Osman Örek (1925–1999)            |      | 1978年4月21日  | 1978年12月12日 | 国民統一党 |
| 3  | ムスタファ・チャアタイ Mustafa Çağatay (1937–1989) |      | 1978年12月12日 | 1983年12月13日 | 国民統一党 |

### 北キプロス・トルコ共和国
| 代  | 氏名 (生没年)                                            | 肖像 | 就任           | 退任           | 政党         |
| --- | -------------------------------------------------------- | ---- | -------------- | -------------- | ------------ |
| 1   | ネジャト・コヌーク Nejat Konuk (1928-2014) (2回目)       |      | 1983年12月13日 | 1985年7月19日  | 国民統一党   |
| 2   | デルヴィシュ・エロール Derviş Eroğlu (1938-) (1回目)     |      | 1985年7月19日  | 1994年1月1日   | 国民統一党   |
| 3   | ハッキ・アトゥン Hakki Atun (1935-)                      |      | 1994年1月1日   | 1996年8月16日  | 民主党       |
| (2) | デルヴィシュ・エロール Derviş Eroğlu (1938-) (2回目)     |      | 1996年8月16日  | 2004年1月13日  | 国民統一党   |
| 4   | メフメト・アリ・タラート Mehmet Ali Talat (1952-)        |      | 2004年1月13日  | 2005年4月26日  | 共和トルコ党 |
| 5   | フェルディ・サビット・ソイエル Ferdi Sabit Soyer (1952-) |      | 2005年4月26日  | 2009年5月5日   | 共和トルコ党 |
| (2) | デルヴィシュ・エロール Derviş Eroğlu (1938-) (3回目)     |      | 2009年5月5日   | 2010年4月23日  | 国民統一党   |
| —   | フセイン・オズグルグン Hüseyin Özgürgün (1965-) 代行     |      | 2010年4月23日  | 2010年5月17日  | 国民統一党   |
| 6   | イルセン・キュチュク İrsen Küçük (1940-2019)             |      | 2010年5月17日  | 2013年6月13日  | 国民統一党   |
| 7   | シベル・シベール Sibel Siber (1960-)                     |      | 2013年6月13日  | 2013年9月2日   | 共和トルコ党 |
| 8   | エズカン・ヨルガンジュオール Özkan Yorgancıoğlu (1954-)  |      | 2013年9月2日   | 2015年7月16日  | 共和トルコ党 |
| 9   | オメル・カルヨンジュ Ömer Kalyoncu (1950-)               |      | 2015年7月16日  | 2016年4月16日  | 共和トルコ党 |
| 10  | フセイン・オズグルグン Hüseyin Özgürgün (1965-)          |      | 2016年4月16日  | 2018年2月2日   | 国民統一党   |
| 11  | トゥファン・エルヒュルマン Tufan Erhürman (1970-)        |      | 2018年2月2日   | 2019年5月22日  | 共和トルコ党 |
| 12  | エルシン・タタール Ersin Tatar (1960-)                   |      | 2019年5月22日  | 2020年10月23日 | 国民統一党   |
| 13  | ハムザ・エルサン・サナー Hamza Ersan Saner (1966-)       |      | 2020年12月9日  | 2021年11月5日  | 国民統一党   |
| 14  | ファイズ・スジュオール Faiz Sucuoğlu (1961-)             |      | 2021年11月5日  | 2022年5月12日  | 国民統一党   |
| 15  | ユナル・ユステル Ünal Üstel (1955-)                      |      | 2022年5月12日  | （現職）       | 国民統一党   |